# 懿公 (斉)
懿公（いこう）は、春秋時代の斉の第21代君主。諱は商人。桓公の子。

## 生涯
※特に注を付さない限り、『史記』「斉太公世家」による。
桓公と愛妾である密姫の間に生まれる。桓公の死後、斉公の座を争った公子の一人であるが、公位を継ぐことはできなかった。商人はひそかに賢士と交わり、人々に施しを行って支持を集めた。
紀元前613年5月、異母兄弟である昭公が亡くなり、その息子の舎が即位した（斉君舎）。しかし、舎の母は昭公の寵愛を受けておらず、舎は国人に軽んじられた。その年のうちに、商人は舎を殺害し、公位に即いた。『史記』によれば、商人は10月に衆とともに昭公の墓の上で舎を殺害し、自ら国君として立った（懿公）。『春秋左氏伝』が記すところによれば、舎の殺害は7月である。懿公は公子元（懿公の異母兄）に斉公の座を譲ろうとしたが、危険を感じた元が拒絶するなど、国内がまとまらない状況があり、9月になって懿公が立ったことが魯に伝えられた。
懿公は公子であった時代、邴歜という人物の父とたびたび狩りをしていたが、常に邴歜の父に負け続けていたため恨みを抱いていた。斉公になると懿公は、邴歜の父の足を切り、邴歜を下僕とした。また庸職（『春秋左氏伝』では閻職）という人物の妻が美人であったので、これを奪って後宮に入れ、庸職を驂乗（馬車の同乗者）に任じた。
懿公4年（紀元前609年）、懿公が申池に遊びに出かけると、陪乗していた邴歜と庸職も遊んだ。庸職が邴歜に「足切りの刑を受けた者の子供め」とからかうと、邴歜も「妻を寝取られたくせに」と言い返した。2人は懿公への恨みで意気投合した。懿公が竹林に遊びに出かけた際、邴歜と庸職は馬車の上で懿公を殺害し、死体を竹林に捨ててそのまま逃亡した。
懿公は即位後に驕慢となって人心を失ったため、斉人は懿公の太子を廃し、衛に亡命していた公子元を迎え入れて即位させた。これが恵公である。

## 史料
- ウィキソースに以下の原文があります。
  - 『史記』　卷三十二 齊太公世家 第二
  - 『春秋左氏伝』　文公　（在位期間は文公十四年から文公十八年にあたる）